# میرینکان

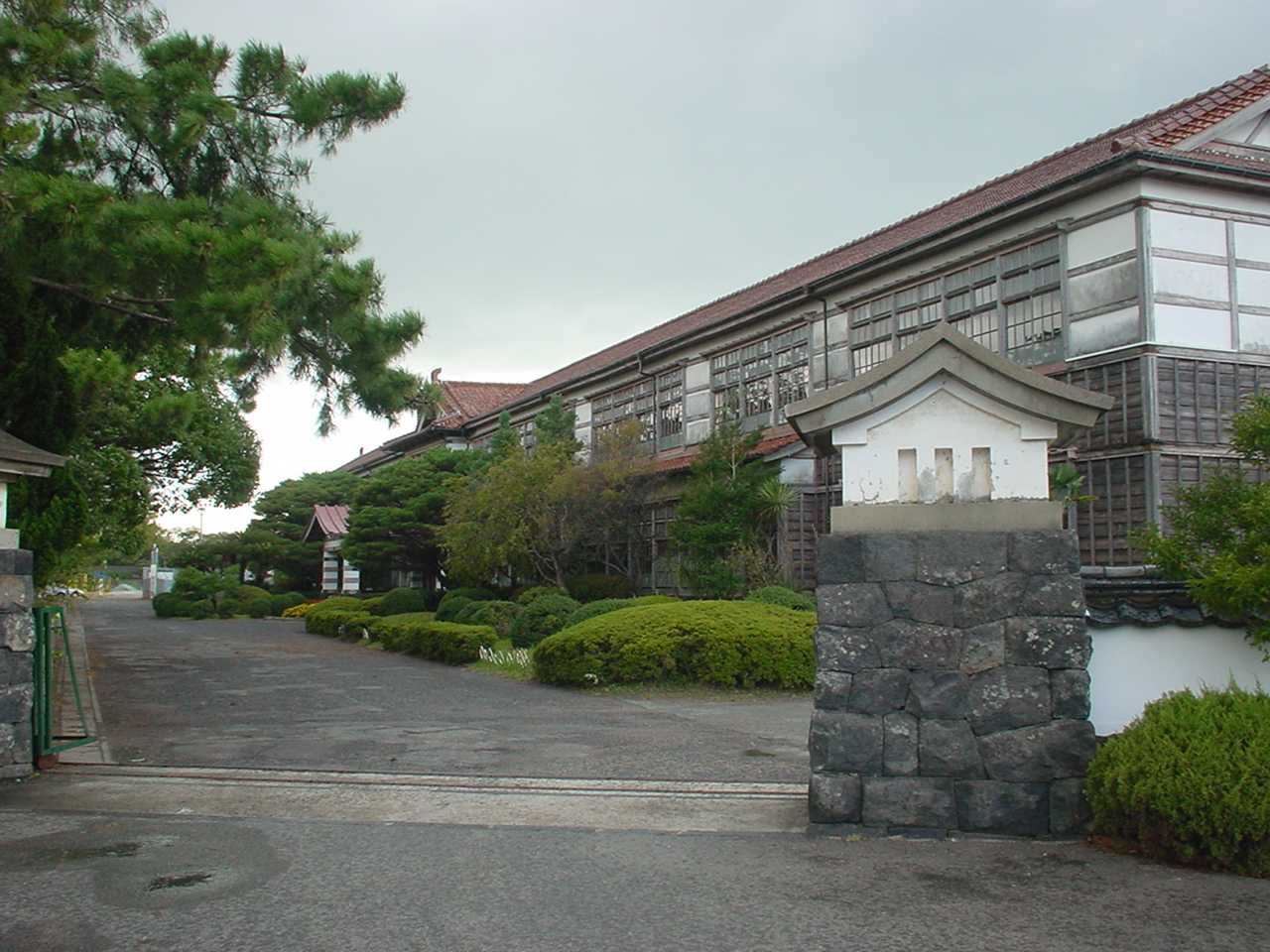
مدرسه ابتدایی شهرداری هاگی میرین، که در محل ساختمان سابق هاگی میرینکان ساخته شده است

میرینکان (به ژاپنی: 明倫館 Meirinkan) یا هاگی میرینکان، یکی از مدارس هان واقع در قلمرو چوشو ژاپن بود.
این مدرسه یکی از سه مؤسسه آموزشی بزرگ در ژاپن بود، همراه با کودوکان در قلمرو میتو و مدرسه شیزوتای در قلمرو اوکایاما.